# Гиббонс, Джон

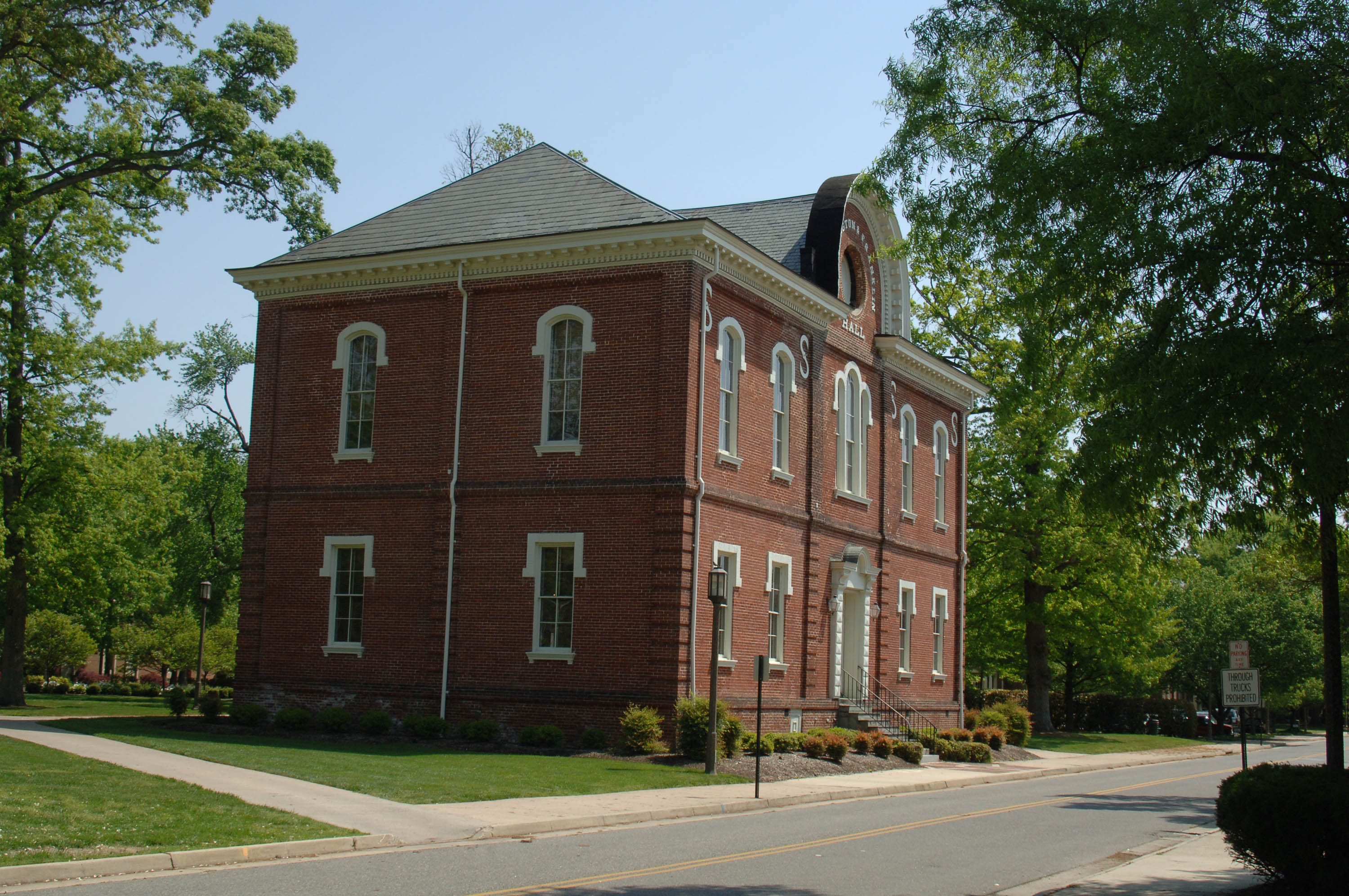
Одно из зданий кампуса колледжа Рендольфа Мекона

Джон Говард Гиббонс (англ. John Howard Gibbons, 15 января 1929, Гаррисонберг, Виргиния — 17 июля 2015 или 18 июля 2015, Crozet, Виргиния) — американский учёный, ядерный физик, эксперт в области технологий энергосбережения ресурсов. Был помощником президента по науке и технике и директором Управления научно-технической политики Белого дома при президенте Билле Клинтоне (1993—1998). Участвовал в создании Национальной консультативной комиссии по биоэтике, служил в качестве представителя США в международных научных мероприятиях. Работал на над вопросом ограничения ядерных испытаний и поддержки финансирования Национальных институтов здравоохранения США. Имеет более 50 публикаций по энергетической и экологической политике.

## Биография
Родился в Гаррисонберге (штат Вирджиния, США) в 1929 году. В 1949 году получает степени бакалавра математики и физики в колледже Рендольф-Мекон (Ашленд, Вирджиния) . После окончания колледжа Гиббонс 15 лет проработал в Национальной лаборатории Ок-Ридж (штат Теннесси), где изучал строение атомных ядер, специализируясь в области захвата нейтронов в нуклеосинтезе тяжелых элементов в звездах. В 1954 году получает докторскую степень в области ядерной физики в Университете Дьюка. В конце 1960-х годов по настоянию директора Окриджской лаборатории Элвина Вайнберга он начал исследовать технологии сохранения энергии и минимизации воздействия на окружающую среду производства и потребления энергии.
В 1973 году Гиббонс становится первым директором Федерального бюро энергосбережения. Необходимость в создании этого бюро была вызвана арабским нефтяным эмбарго 1973 года. Недостаток нефти привёл к срочной необходимости экономии топлива и повышения энергетической независимости. В 1975 году он вернулся в Теннесси, возглавить центр Университета Теннесси по вопросам энергетики, окружающей среды и ресурсов, где проработал вплоть до 1979 года.

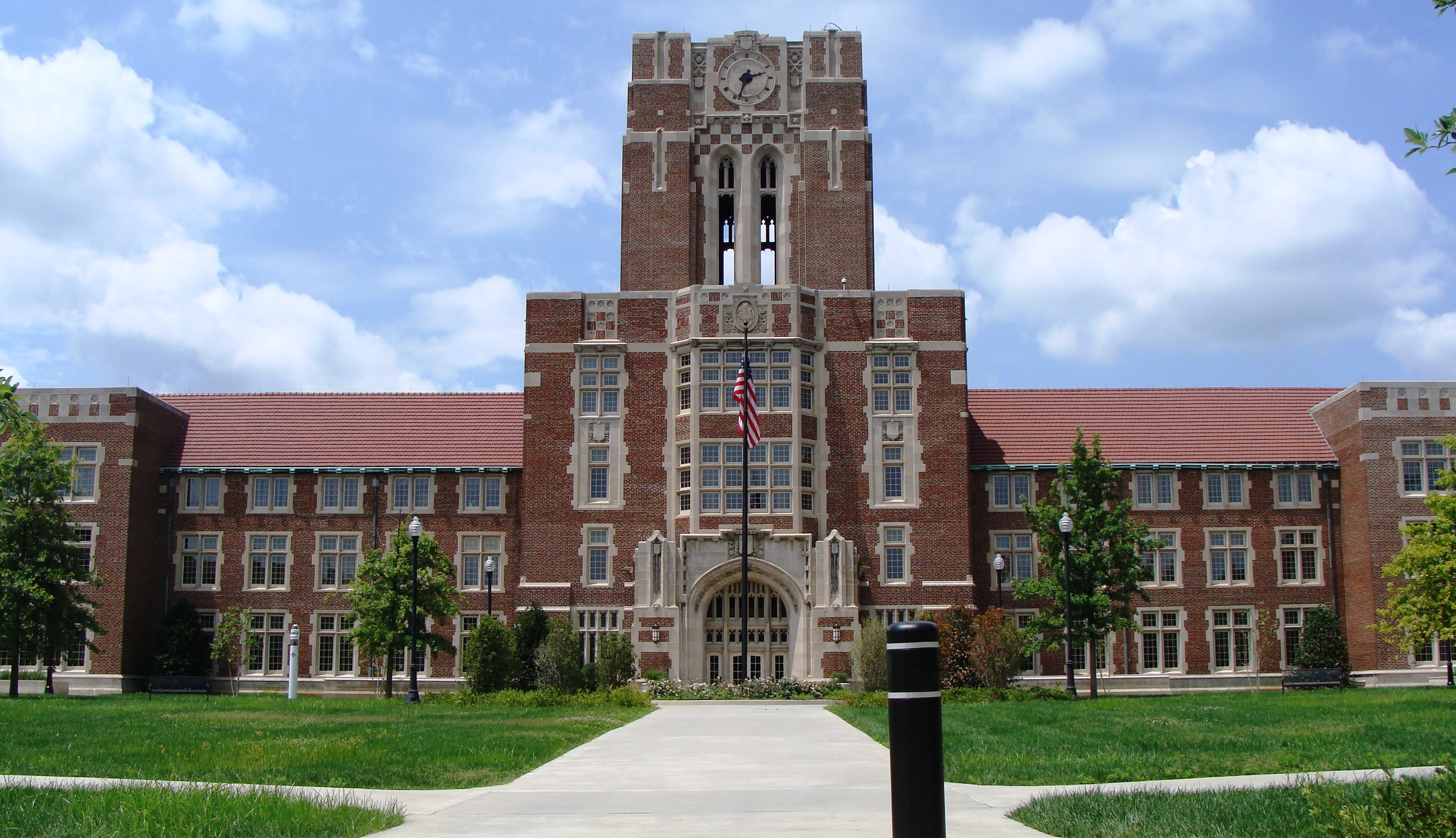
Университет Теннесси

В 1979 возвращается в Вашингтон в качестве директора Бюро технической оценки (БТО). Бюро было независимым агентством при Конгрессе США, занималось экспертным анализом законодательства в области науки и техники, в том числе ядерного оружия, медицинской практики и программы освоения космоса. В этой должности Гиббонс проработал два полных шестилетних срока, до 1992 года.
В 1993 году (при президенте Клинтоне) Гиббонс был назначен директором Белого дома по науке и технике и помощником президента по науке и технике. В период с 1993 по 1998 годы он был членом Совета национальной безопасности США, Совета по внутренней политике США и Национального экономического совета США.
После ухода из Белого дома Гиббонс работал лектором в Массачусетском технологическом институте (1998—1999) и старшим научным сотрудником Национальной академии наук (1999—2000). В 1999—2001 годах становится старшим советником Госдепартамента США. В 2004 году он стал одним из членов-основателей и членом Совета директоров ученых и инженеров США. Гиббонс умер от инсульта в доме престарелых Крозе, Вирджиния, в 2015 году, в возрасте 86 лет.

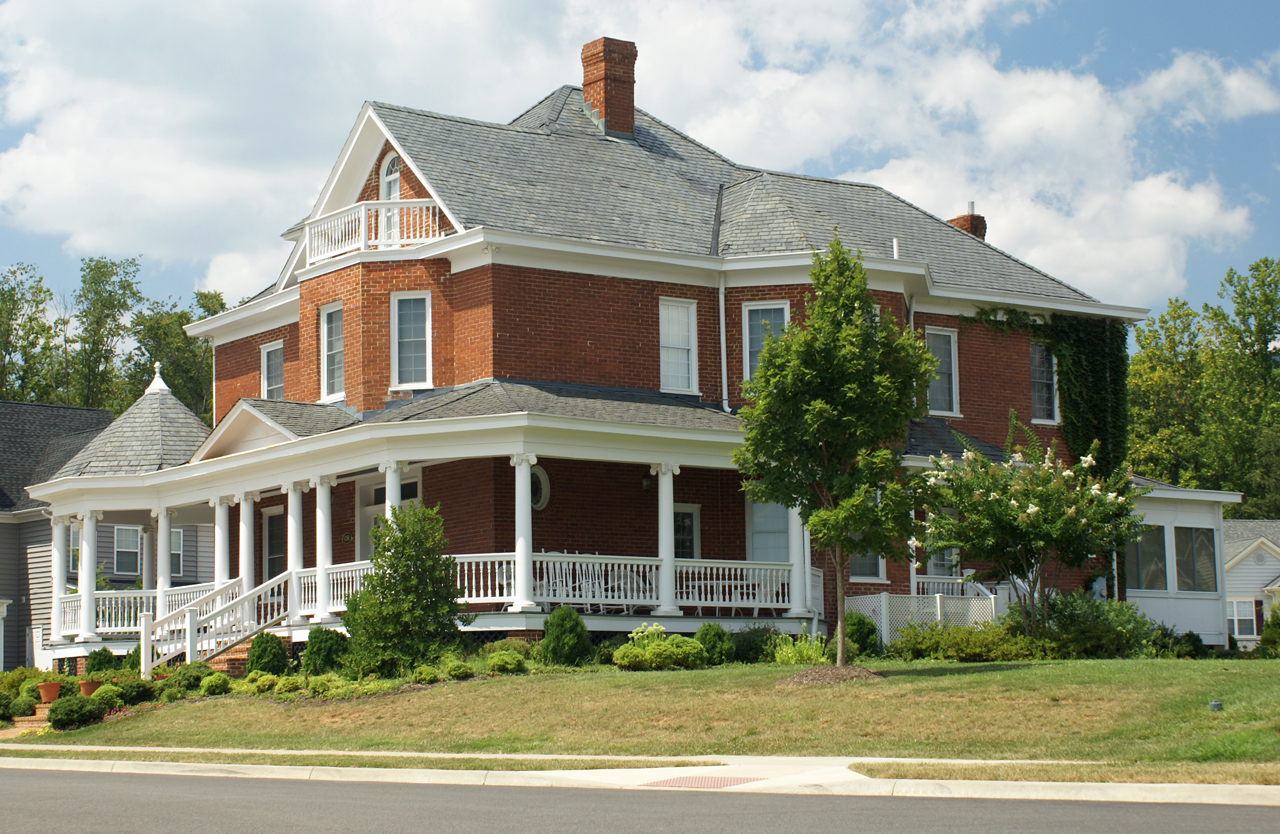
Крозе, Вирджиния

## Награды и звания
- Между 1994 и 1997 годами становится почётным доктором пяти университетов США.
- Получил премию Американской ассоциации содействия развитию науки имени Филлипа Хауге Абельсона за исключительный вклад в развитие науки;
- Грамота Американского физического общества;
- Медали немецких и французских правительств за содействие научному сотрудничеству.